# Annick Le Scoëzec Masson
 (mars 2019).
Annick Le Scoëzec Masson, née le 20 avril 1955 à Blida (Algérie) et morte le 11 janvier 2022 à Paris, est une hispaniste, comparatiste, romancière, poétesse et traductrice française.

## Biographie
Née dans les années marquées par les débuts de la guerre d'Algérie, Annick Le Scoëzec Masson a passé son enfance à Rochefort-sur-Mer. Cette expérience lui inspirera son premier roman Mélancolie au Sud (2004). Après des études supérieures en Bretagne (Hypokhâgne au Lycée Chateaubriand de Rennes), elle obtient l'Agrégation  d'espagnol (1983), puis un doctorat en Littérature générale et comparée (1997) sur l'œuvre de Ramón del Valle-Inclán, étudiée dans le contexte européen de la "fin de siècle". Longtemps chargée de cours dans les Universités de Paris III-Sorbonne Nouvelle (licence), Nanterre et Cergy-Pontoise (cours d'Agrégation interne et de CAPES interne et externe), elle se consacre à la recherche, à l'écriture et à la traduction, outre sa passion pour les arts plastiques.
Son œuvre porte la trace de ses origines et de ses voyages (Afrique du Nord, Europe, Amériques), en particulier de ses séjours aux États-Unis et de ses incursions en Inde et en Chine.
Dans Mélancolie au Sud (roman, 2004), elle évoque une enfance charentaise hantée par la mémoire familiale de l'Algérie. La fresque Esplanade avenue fait dialoguer les fins de siècle et alterner les lieux (le Paris contemporain et celui de la Belle Époque, l'insolite forêt de Brocéliande, la Louisiane et sa "sulfureuse" capitale). Ce deuxième roman approfondit une réflexion, amorcée avec Mélancolie au Sud, sur la question des origines et de l'appartenance. Les poèmes de Suite indienne (2001) et de Brouillard sur le Pavillon Haut (2015) se font l'écho d'une vision marquée par la peinture et la poésie orientales. Dans Les Amours de Râdhâ (2016), publié en collaboration avec le musicien Frédéric Ligier, elle s'intéresse de nouveau à l'Inde et, en particulier, à la tradition de la Gita-Govinda, la légende amoureuse du dieu Krishna et de la célèbre bergère, la gôpi Radha. Variation sur l'amor de lonh du troubadour Jaufré Rudel, Bréchéliant, de son côté, est un récit médiéval ancré dans l'imaginaire de la mythique terre de Brocéliande, thème déjà abordé dans Esplanade Avenue.
Depuis 2016, elle organise régulièrement des spectacles musicaux, avec adaptations scéniques de textes divers, dans le cadre de la programmation des lectures au Théâtre du Nord-Ouest : Sonate d'automne  de Ramón del Valle-Inclán (décembre 2016) ; Thérèse d'Ávila et Jean de la Croix, cantique à deux voix (septembre 2017, repris en janvier 2018) ; Lorca, la mort à vif (Printemps des poètes 2018, repris en juin 2018, puis au Lycée Fénelon en septembre 2018), à l'hôtel Marignan, à la mairie du Cinquième, etc. ;  Souvenir, Regret, En voyage, Quelques nostalgies chez Maupassant (décembre 2018) ; Bréchéliant ou le Chant des troubadours en Bretagne (Printemps des poètes 2019, puis octobre 2019) ; Une petite plaisanterie, De l'amour, Douchetchka, trois nouvelles de Tchekhov (juin 2019), et Dans la clarté des cendres : autour des Sonnets de Shakespeare, lecture bilingue, avec Yannick Barne, Olivier Bruaux et Lucie Grange-François.
Annick Le Scoëzec Masson est la compagne du poète et essayiste Jean-Claude Masson.
Elle meurt à l'âge de 66 ans le 11 janvier 2022 à Paris, et est inhumée au cimetière du Père-Lachaise (division 45).

## Œuvre

### Romans
- Mélancolie au Sud, Paris, L'Harmattan, 2004, 228 p.
- Esplanade Avenue, Paris, L'Harmattan, 2010, 294 p.
- Bréchéliant, Paris, Garamond, 2017, 88 p.

### Poésie
- Suite indienne, poèmes illustrés par l'auteur, Paris, Garamond, 2001, 85 p.
- Brouillard sur le Pavillon Haut, poèmes illustrés par l'auteur, Paris, Garamond, 2015, 92 p.
- Les Amours de Râdhâ, musique et poésie inspirées de miniatures de l'École de Kangra, partitions musicales pour piano de Frédéric Ligier, Paris, Garamond, 2016, 86 p.
- Les Heures croisées, Garamond, 2022.

### Essais, traductions, éditions critiques
- Ramón del Valle-Inclán et la sensibilité "fin de siècle", Paris, L'Harmattan, 2000, 386 p.  (ISBN 978-2738498656)
- Valle-Inclán, Sonates, mémoires du marquis de Bradomín et autres textes inédits (traduit, préfacé et annoté), Paris, Classiques Garnier, 2014, (rééd. 2016), 412 p.  (ISBN 978-2812425608)
- Qui suis-je ? Valle-Inclán, biographie, Grez-sur-Loing, Pardès, 2016, 128 p.  (ISBN 978-2867144967)
- Ramón del Valle-Inclán, Adega, histoire millénaire, traduit par A. Le Scoëzec Masson, Éditions Circé, 2018  (ISBN 978-2842424381)
- Qui suis-je ? Lorca, biographie, Grez-sur-Loing, Pardès, 2019, 128 p.  (ISBN 978-2867145315)
- Gustavo Adolfo Bécquer, Légendes espagnoles et contes orientaux (traduit, préfacé et annoté), Paris, Classiques Garnier, 2019, 320 p.  (ISBN 978-2406074847)
- Lope de Vega, La Guerre des chats (titre original La gatomaquia, 1634), (traduit, annoté et postfacé), Editions Circé, 2021  (ISBN 978-2842424886)
- Les Derniers Poèmes de Lorca (traduit, préfacé et annoté), Paris, Garamond, 2022 (éd. bilingue).
- En relisant les sonnets d'amour de la Renaissance espagnole, du marquis de Santillane à Francisco de Figueroa, éd. bilingue, Préface, traduction et notes, Garamond, 2023.E

### Etudes de littérature comparée
- "Nostalgies fin-de-siècle : la mythologie médiévale chez Ramon del Valle-Inclan", in Le Moyen-Âge en 1900, Anne Ducrey éd., Lille, Université Charles-de-Gaulle, 2000
- "Chemin de perfection : saints et guerriers, figures de la tentation mystique chez quelques écrivains espagnols au tournant du siècle", in Mythes de la décadence, A. Montandon éd., Clermont-Ferrand, Presses universitaires Blaise Pascal, 2001
- "La reina de las nieves : Carmen Martin Gaite au confluent des imaginaires nordique et hispanique", Les Langues néo-latines, N° 324, 2003
- "Humbert Humbert et les enchanteurs de Nabokov, ou Don Quichotte au pays de Lolita", Don Quichotte au XXe siècle, Réceptions d'une figure mythique dans la littérature et les arts, D. Perrot éd., Presses universitaires Blaise Pascal, 2003
- "La grande clarté du Moyen-Âge ou L'artiste contre son temps : les exemples de Valle-Inclan et de Ghelderode", in Images du Moyen-Âge, Isabelle Durand-Le Guen éd., Presses universitaires de Rennes, 2006
- "L'histoire et son ombre : la Guerre d'Espagne dans Si te dicen que cai de Juan Marsé et Beatus Ille d'Antonio Muñoz Molina, in La Guerre d'Espagne en héritage : entre mémoire et oubli, D. Corrado et V. Alary éd., Clermont-Ferrand, Presses universitaires Blaise Pascal, 2007
- "Jardins modernistes : les dissidences du moi autour de 1900", in Jardins et intimité dans la littérature européenne (1750-1920), Simone Bernard-Griffiths et al éd., Presses universitaires Blaise Pascal, 2008
- "Le rêve romantique dans les Leyendas et autres récits de G. A. Bécquer", in Les Révolutions du rêve dans la littérature de langue espagnole, A. Lopez et B. Ménard éd., Nanterre, Presses universitaires de Paris-Ouest, 2012
- "Le mythe de la España negra dans l'oeuvre d'Antonio De Hoyos y Vinent", in Plus Oultre, II, Mélanges consacrés aux littératures ibériques et ibéro-américaines offerts à Daniel-Henri Pageaux, Sobhi Habchi et A. M. Machado éd., Paris, L'Harmattan, 2011
- "Espagne : jardins romanesques au XIXe siècle", in Dictionnaire littéraire des fleurs et des jardins (XVIIIe et XIXe siècles), Pascale Auraix-Jonchière et al., Paris, Honoré Champion, 2017
- "Le théâtre de la nuit ou Les révélations du nocturne dans les Légendes de G. A. Bécquer", in Les Voix de la nuit, A. Montandon et S. Ledda éd., Paris Honoré Champion, 2021.